# Shelly Manne
Sheldon " Shelly " Manne (11. juni 1920 i New York City – - 26. september 1984 i Los Angeles USA) var en amerikansk jazztrommeslager.
Han startede oprindeligt med at spille saxofon, men skiftede så til trommer. Manne spillede i 1930'erne og 1940'erne med forskellige swing og danseorkestre. 
Han spillede samtidig med små grupper i New York, bl.a. hos Coleman Hawkins. Fik i 1946 sit egentlige gennembrud, da han blev hyret af Stan Kenton til dennes big band , hvor han blev til 1952. 
Slog sig ned i Los Angeles i 50'erne og begyndte at spille som studiemusiker bl.a. for Paramount studios; spillede her med musikere som Art Pepper, Jimmy Giuffre , Lennie Niehaus, Bud Shank, Maynard Ferguson, Sonny Rollins, Bill Evans og Hampton Hawes. 
Han spillede i trio med pianisten André Previn og bassisten Leroy Vinnegar og lavede en del indspilninger på plademærket prestice. I 1960 åbnede han sin egen natklub Shelly´s Manne-Hole hvor mange store jazzmusikere spillede og indspillede gennem tiden.
Manne-Hole eksisterede til midten af 70 ´erne. Manne formåede til sin død at være en af de mest benyttede studietrommeslagere på Vestkysten I USA i jazzen.